# Giuseppina

Giuseppina est un court métrage britannique produit par James Hill et sorti en 1960.
Il a remporté l'Oscar du meilleur court métrage documentaire en 1961, et figure au fonds Britsh Petroleum du CNC.

## Fiche technique
- Production : James Hill
- Photographie : Václav Vích
- Musique : Jack Beaver
- Montage : Vivienne Collins
- Durée : 28 minutes

## Distribution
- Antonia Scalari : Giuseppina
- Giulio Marchetti : Rossi

## Distinctions
- 1960 : Oscar du meilleur court métrage documentaire